# آب (فیلم ۲۰۰۶)
«آب» (انگلیسی: Water) یا راز بزرگ آب یک فیلم تلویزیونی در سبک مستند محصول ۲۰۰۶ است که به بررسی مفهومی به نام حافظه آب می‌پردازد و دانشمندان و شبه دانشمندان آن را از جوانب مختلف بررسی می‌کنند.